# Bitwa pod Lechajon
Bitwa pod Lechajon – starcie zbrojne, które miało miejsce w roku 391 p.n.e. w trakcie wojny korynckiej 395 p.n.e. – 387 p.n.e. W walce wziął udział niewielki kontyngent spartański stacjonujący w korynckim porcie Lechajon, który zmierzył się grupą ateńskich lekkozbrojnych. Bitwa zakończyła się zwycięstwem Ateńczyków.
W roku 391 p.n.e. Spartanom udało się zająć Lechajon, miasto portowe Koryntu, połączone z nim długimi murami. Przed bitwą Spartiaci eskortowali grupę sprzymierzeńców z Amyklai, którym udzielili przepustki, by mogli wrócić do domu na święto religijne. Niedaleko Sykionu spartańska piechota zawróciła, a Amyklajczykom towarzyszył jedynie niewielki oddział jazdy. 

## Bitwa
W trakcie powrotnego marszu ze Sykionu do Lechajon oddział Spartan w sile 600 ludzi zaatakowany został przez znajdujących się na żołdzie ateńskim peltastów pod wodzą Ifikratesa. Wódz ten usprawnił działania lekkozbrojnych, wyposażając ich w cięższe oszczepy i dłuższe sztylety, skuteczniejsze w walce wręcz. Peltastów osłaniali hoplici ateńscy dowodzeni przez Kalliasa, pozostający w gotowości niedaleko murów Koryntu. Stanowili oni zagrożenie dla Spartan, gdyby ci próbowali rozluźnić szyk, by ścigać peltastów.
Po pierwszym ataku lekkozbrojnych, Spartanie cofali się w porządku, byli nawet w stanie ewakuować rannych do Lechajonu. Spróbowali kontratakować wysyłając najmłodszych żołnierzy przeciw peltastom, ale ci sprawnie uniknęli natarcia, a gdy Spartanie rozluźnili szyk, ponieśli spore straty od gradu oszczepów. Kolejne kontrataki spartańskie kończyły się tym samym rezultatem, nawet gdy z pomocą przybyła im kawaleria. 
Cofający się Spartanie zatrzymali się na wzniesieniu ok. 3 km od Lechajonu i kilkaset metrów od brzegu morza. Na pomoc im przypłynęły łodzie, niestety oddział spartański nie utrzymał dyscypliny (prawdopodobnie wobec zbliżania się ateńskich hoplitów). Zamiast wycofać się w zwartym szyku ku morzu, Spartanie rozdzielili się. Części udało się dotrzeć do Lechajonu, część uciekła ku łodziom, ale podczas ucieczki byli cały czas ścigani i atakowani przez lekkozbrojnych, w efekcie tracąc ok. 250 zabitych z liczącego 600 żołnierzy pułku. Ifikrates w następstwie walki zajął trzy spartańskie forty, ale bitwa nie miała większego wpływu na wynik wojny, o którym zadecydowała perska interwencja.
Bitwa pod Lechajon jest przykładem potyczki w której lekkozbrojni zwyciężyli ciężkozbrojnych hoplitów praktycznie samodzielnie, bez pomocy innych wojsk